# Atacurile americane asupra instalațiilor nucleare din Iran
Pe 22 iunie 2025, președintele Statelor Unite, Donald Trump, a anunțat că Forțele Aeriene și Marina Statelor Unite au atacat mai multe instalații nucleare din Iran, inclusiv instalația de îmbogățire a combustibilului de la Fordow, instalația nucleară de la Natanz și un sit nespecificat din Isfahan, folosind peste o duzină de bombe GBU-57A/B MOP purtate de bombardierele stealth Northrop Grumman B-2 Spirit, precum și Tomahawk lansate din submarine. Aceste instalații nucleare sunt unele dintre cele mai importante centre iraniene de îmbogățire a uraniului. Atacurile au primit numele de cod Operation Midnight Hammer și fac parte din Războiul Israel – Iran aflat în desfășurare din 13 iunie 2025, care a fost marcat de lupte de amploare între Iran și Israel.
Președintele american Donald Trump a anunțat acțiunea prin intermediul Truth Social, descriind-o drept un „atac foarte reușit” (engleză very successful attack. Eficacitatea sa nu a fost confirmată. Republicanii din Congres au sprijinit în mare măsură acțiunea lui Trump, în timp ce majoritatea democraților și unii republicani au fost îngrijorați de constituționalitatea acțiunii, de efectele acesteia și de răspunsul Iranului. Reacția globală a fost una mixtă, unii lideri mondiali salutând acțiunea de a distruge programul nuclear iranian, în timp ce alții și-au exprimat îngrijorarea cu privire la escaladare sau au condamnat atacurile. Iranul a răspuns prin atacarea bazelor americane din Irak și Qatar pe 23 iunie 2025.